# Alexandar Alexandrow (Boxer)
Alexandar Emilow Alexandrow (bulgarisch Александър Емилов Александров; * 31. Oktober 1984 in Sofia, Bulgarien) ist ein ehemaliger bulgarischer Boxer im Fliegengewicht.

## Boxkarriere
Alexandrow war während seiner Wettkampfkarriere rund 1,65 m groß, boxte in der Linksauslage und trainierte in der Nationalen Sportakademie sowie der Boxabteilung des Sportklubs ZSKA Sofia. Er wurde im Laufe seiner Karriere mehrfach Bulgarischer Meister, zuletzt in den Jahren 2013, 2014 und 2016.
Er gewann jeweils eine Bronzemedaille bei den Weltmeisterschaften 2001 in Belfast und den Weltmeisterschaften 2003 in Bangkok. Darüber hinaus war er Silbermedaillengewinner der Europameisterschaften 2002 in Perm und Bronzemedaillengewinner der EU-Meisterschaften 2004 in Madrid.
Bei der Europäischen Olympiaqualifikation 2012 in Trabzon erreichte er mit Siegen gegen David Alaverdian, Charlie Edwards, Valeriu Cîrma und Manuel Cappai das Finale, wo er nur knapp mit 9:10 gegen Ferhat Pehlivan unterlag. Dadurch erhielt er einen Startplatz bei den Olympischen Spielen 2012 in London und besiegte dort Juliano Máquina und Shin Jong-hun, ehe er im Viertelfinale gegen Kaew Pongprayoon ausschied.
Weiters war er Teilnehmer der Europameisterschaften 2004 in Pula, 2008 in Liverpool, 2010 in Moskau und 2013 in Minsk, sowie der Weltmeisterschaften 2009 in Mailand und 2013 in Almaty. Bei Europa- und Weltmeisterschaften bestritt er insgesamt 23 Kämpfe, von denen er 14 gewann. 
Im Laufe seiner Karriere besiegte er unter anderem die Olympiasieger Yuriorkis Gamboa und Robeisy Ramírez, sowie die olympischen Medaillengewinner Georgi Balakschin und Jérôme Thomas.
Das internationale und in Bulgarien ausgetragene Turnier Strandja-Tournament gewann er in den Jahren 2001, 2003, 2009, 2010, 2011 und 2013. 2014/15 war er Teilnehmer des semi-professionellen Turniermodus AIBA Pro Boxing (APB) und erzielte dort zwei Siege und zwei Niederlagen.
Am 18. Februar 2006 verlor er seinen einzigen Profikampf gegen den Spanier Rafael Lozano.